# Macrolygus
Macrolygus is een geslacht van wantsen uit de familie van de Miridae (Blindwantsen). Het geslacht werd voor het eerst wetenschappelijk beschreven door Yasunaga in 1992.

## Soorten
Het genus bevat de volgende soorten:

- Macrolygus rubrus (Carvalho, 1987)
- Macrolygus torreyae L.Y. Zheng, 2002
- Macrolygus viridulus Yasunaga, 1992